# Коста Димински
Коста Пенин Димински е български войвода от Северозападна България, загинал в бой с турците за свободата на България през 1876 г.

## Биография
Роден е в село Мартиново (до 1938 г.: Влашко село, днес в община Чипровци, област Монтана) през първата половина на ХIХ век. Постъпва в четата на Точо войвода от Чипровци, после оглавява четата на Панайот Хитов в Крагуевац. Участник e в Първата и Втората Българска легия в Белград. Според спомените на самия Панайот Хитов, Коста Димински е бил войвода на четата, но по-късно се разбират с Хитов той да поеме водачеството, а Димински да стане знаменосец и по традиция заместник на войводата.
Хайдутин става заради буйният си нрав. Един ден в селото пристигат турски бирници (събирчи на данъци), но през нощта Коста срязва опашките и ремъците на седлата на конете им. Когато на следващата сутрин обирджиите правят опит да заминат за Чипровци, падат от конете и разярени се връщат в селото. Разпореждат на селските първенци да издирят и уловят злосторника. За да спаси селото бяга в Сърбия и става четник при Точо войвода, с която хайдутува няколко години. Там, при тези обстоятелства за цял живот става другар на Петър войвода от Пиротско. Събрал своя дружина през 1861 г. води битки около петнадесет години. Същата 1861 г. четата му води сражение в местността Кърваве баре и избива до крак противника. По време на Първата Българска легия, Коста и други войводи са в резерва и стоят в готовност да се отправят за България.